# Yes (hudební skupina)
Yes je anglická progresivní rocková kapela, která vznikla v Londýně v roce 1968. Během své kariéry měla kapela celkem 20 stálých členů, mezi její nejvýznamnější osobnosti patří zpěvák Jon Anderson, baskytarista Chris Squire, kytaristé Steve Howe a Trevor Rabin, bubeníci Bill Bruford a Alan White a klávesisté Tony Kaye a Rick Wakeman. Kapela prozkoumávala různé hudební styly a je často považována za průkopníky progresivního rocku. Od února 2023 tvoří sestavu Yes Howe, klávesista Geoff Downes, baskytarista Billy Sherwood, zpěvák Jon Davison a bubeník Jay Schellen.
Skupinu založili Anderson, Squire, Bruford, Kaye a kytarista Peter Banks. Yes začali hrát mix autorských skladeb a coververzí rockových, popových, bluesových a jazzových písní, což ukázali na svých prvních dvou albech Yes (1969) a Time and a Word (1970). Změna směru v roce 1970, kdy Bankse nahradil Howe, vedla k sérii úspěšných progresivních alb, z nichž čtyři po sobě získaly v USA platinový nebo multiplatinový status: The Yes Album (1971), Fragile (1971) se singlem „Roundabout“, Close to the Edge (1972) a koncertní album Yessongs (1973). Další alba Tales from Topographic Oceans (1973), Relayer (1974), Going for the One (1977) a Tormato (1978) byla rovněž komerčně úspěšná. Yes si získali pověst díky svým propracovaným pódiovým scénám, světelným show a obalům alb od Rogera Deana. V tomto období Kayeho a Bruforda nahradili Wakeman a White, zatímco klávesista Patrick Moraz se přidal u alba Relayer a následné turné. V roce 1980 vedly rostoucí hudební rozdíly k odchodu Andersona a Wakemana; Yes poté přijali Downese a zpěváka Trevora Horna pro album Drama (1980) a na konci roku 1981 se kapela rozpadla.
V roce 1983 dali Squire, White, Anderson a Kaye kapelu znovu dohromady a přidal se Rabin. Rabinův skladatelský styl posunul kapelu k více popově orientovanému zvuku, což vedlo k jejich nejprodávanějšímu albu 90125 (1983) se singlem „Owner of a Lonely Heart“, jejich jediným americkým singlem číslo jedna, a úspěšnému pokračování Big Generator (1987). V roce 1989 vznikla odnož Anderson Bruford Wakeman Howe, která vydala stejnojmenné album. Na popud vydavatelství se tyto dvě formace spojily do krátkodobé osmičlenné sestavy pro album Union (1991) a jeho turné. Yes pravidelně vydávali studiová alba v letech 1994–2001 s různým úspěchem, poté začala druhá pauza v roce 2004. Po zrušení světového turné v roce 2008 kapela přijala Benoîta Davida jako nového zpěváka, kterého v roce 2012 nahradil Davison. Squire zemřel v roce 2015, čímž kapela přišla o posledního původního člena. White, který byl v té době nejdéle sloužícím členem, zemřel v roce 2022. Bývalí členové Anderson, Rabin a Wakeman spolu koncertovali v letech 2016–2018. Nejnovější album Yes Mirror to the Sky vyšlo v roce 2023.
Yes jsou jednou z nejúspěšnějších, nejvlivnějších a nejdéle existujících progresivních rockových kapel. Jejich diskografie zahrnuje 23 studiových alb, s 13,5 milionu alb certifikovaných RIAA v USA a více než 30 milionů po celém světě. V roce 1985 získali cenu Grammy za nejlepší rockový instrumentální výkon za skladbu „Cinema“. V žebříčku VH1 100 Greatest Artists of Hard Rock byli na 94. místě. V dubnu 2017 byli Yes — zastoupení Andersonem, Squirem, Brufordem, Kayem, Howem, Wakemanem, Whitem a Rabinem — uvedeni do Rock and Roll Hall of Fame.

## Historie
Skupina byla založena v Londýně v roce 1968 zpěvákem Jonem Andersonem a baskytaristou Chrisem Squirem. Anderson už nahrál singl s The Warriors, beatovou skupinou založenou jeho bratrem Tonym, a později ještě nazpíval několik singlů pro značku Parlophone Records pod pseudonymem Hans Christian. Byl také krátce členem skupiny Gun. Squire byl členem skupiny The Syn a jeho styl hry na basovou kytaru byl výrazně ovlivněn Johnem Entwistlem, členem skupiny The Who.
Jejich první debutové album, nazvané Yes, bylo vydáno 25. července 1969. Harmonické vokály dvojice Anderson - Squire se okamžitě staly poznávacím znamením a obchodní značkou zvuku skupiny.

## Diskografie
Studiová alba
- Yes (1969)
- Time and a Word (1970)
- The Yes Album (1971)
- Fragile (1971)
- Close to the Edge (1972)
- Tales from Topographic Oceans (1973)
- Relayer (1974)
- Going for the One (1977)
- Tormato (1978)
- Drama (1980)
- 90125 (1983)
- Big Generator (1987)
- Union (1991)
- Talk (1994)
- Keys to Ascension (1996)
- Keys to Ascension 2 (1997)
- Open Your Eyes (1997)
- The Ladder (1999)
- Magnification (2001)
- Fly from Here (2011)
- Heaven & Earth (2014)
- The Quest (2021)
- Mirror to the Sky (2023)